# Wallace Fernando Pereira
Wallace, właśc. Wallace Fernando Pereira (ur. 29 października 1986, w Cerquilho w stanie São Paulo, Brazylia) – brazylijski piłkarz, grający na pozycji obrońcy. Posiada belgijskie obywatelstwo.

## Kariera piłkarska

### Kariera klubowa
W 2005 roku rozpoczął karierę zawodową w klubie São Carlos. Zimą 2006 wyjechał za ocean, a w lutym podpisał kontrakt z mołdawskim Sheriffem Tyraspol. Po dwóch latach przeniósł się do norweskiego Fredrikstad FK. Latem 2010 został zaproszony do belgijskiego KAA Gent, a 1 marca 2014 podpisał kontrakt z ukraińską Howerłą Użhorod. 30 lipca 2014 przeszedł do greckiego klubu Skoda Ksanti. W 2017 trafił do AE Larisa.

## Sukcesy i odznaczenia

### Sukcesy klubowe
- mistrz Mołdawii: 2005/06, 2006/07
- zdobywca Pucharu Mołdawii: 2005/06
- zdobywca Superpucharu Mołdawii: 2007